# Erste Regierung Newcastle

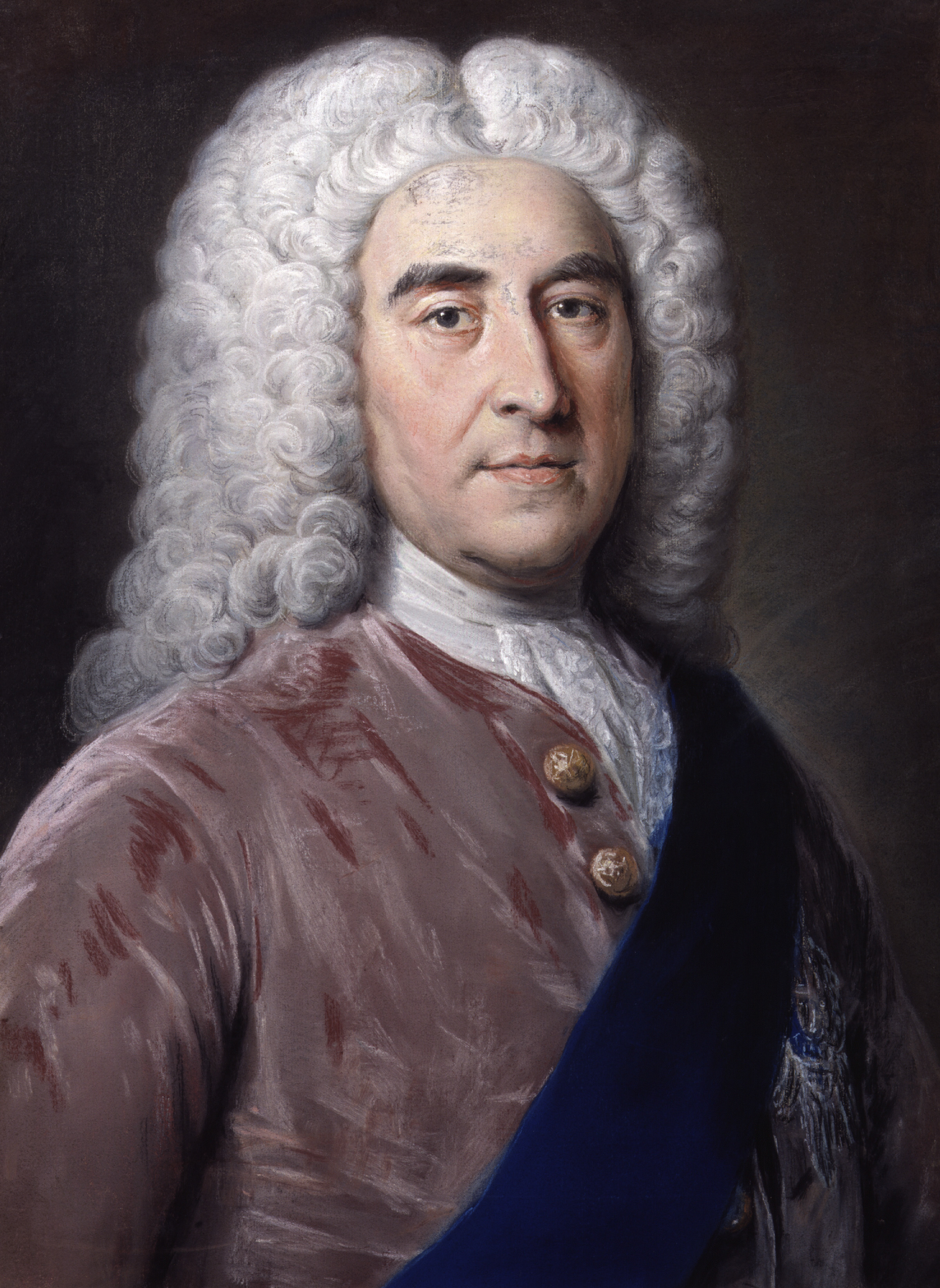
Thomas Pelham-Holles, 1. Duke of Newcastle-upon-Tyne war zwischen 1754 und 1756 sowie erneut sowie erneut von 1757 bis 1762 Premierminister (Porträt von William Hoare, um 1752).

Die Erste Regierung Newcastle war die Regierung im Königreich Großbritannien in der Zeit vom 16. März 1754 bis zum 16. November 1756.
Die Regierung wurde von Premierminister Thomas Pelham-Holles, 1. Duke of Newcastle-upon-Tyne und löste die Regierung Pelham ab, nachdem sein jüngerer Bruder Henry Pelham am 6. März 1754 verstorben war. Die Regierung bestand ausschließlich aus Mitgliedern der liberalen Whigs. Seit den Wahlen vom 26. Juni bis zum 4. August 1747 hatten die Whigs eine absolute Mehrheit im Unterhaus (House of Commons) und konnten sich um 52 Mandate auf 338 Sitze im House of Commons verbessern. Die konservativen Tories unter Sir Watkin Williams-Wynn, 3. Baronet, verloren 19 Sitze und waren nunmehr mit 117 Abgeordneten vertreten, während die Patriot Whigs, eine Abspaltung der Whigs, 37 Mandate verloren und jetzt mit 94 Mitgliedern dem Unterhaus angehörten. Neun weitere Mitglieder des Unterhauses waren parteilos. Die Regierung blieb bis zum 16. November 1756 im Amt und wurde daraufhin von der Regierung Pitt–Devonshire abgelöst.

## Regierungsjahre 1754 bis 1756
Kurz nach Beginn der Amtszeit kam es vom 18. April bis 20. Mai 1754 zu Neuwahlen des Unterhauses, die seit dem Septennial Act von 1716 turnusmäßig alle sieben Jahre stattfanden. Aus den Wahlen gingen die Whigs des Duke of Newcastle-upon-Tyne erneut als Sieger hervor und konnten sich um dreißig weitere Mandate verbessern und stellten nunmehr 368 der 558 Abgeordneten im Unterhaus. Die Tories unter Sir Edmund Isham, 6. Baronet verloren elf Sitze und stellten jetzt 106 Mitglieder House of Commons. Erhebliche Verluste mussten die Patriot Whigs unter Führung von John Stuart, 3. Earl of Bute hinnehmen: sie verloren 52 Sitze und waren im Unterhaus nur noch mit 42 Parlamentariern vertreten. 42 weitere Abgeordnete gehörten als Parteilose dem House of Commons an.
General Edward Braddock landete am 20. Februar 1755 an der Spitze zweier Regimenter in Virginia, um Oberbefehlshaber der britischen Streitkräfte in Nordamerika zu werden und eine britische Strategie gegen die französische Bedrohung zu entwickeln. Nach der Belagerung durch britische Streitkräfte unter Führung von Colonel Robert Monckton, kapitulierte Fort Beauséjour auf der Akadischen Halbinsel, heute in Nova Scotia, in Französisch-Kanada am 16. Juni 1755. Am 9. Juli 1755 schlossen sich französische Streitkräfte und indianische Krieger zusammen, um die Briten am Monongahela River in der Nähe von Fort Duquesne zu besiegen, wo General Braddock tödlich verwundet wurde. Zwei Monate später, am 8. September 1755, wurden die französischen Streitkräfte unter Generalleutnant Ludwig August von Dieskau von den britischen Kolonialtruppen unter dem Kommando von Oberst William Johnson in der Schlacht am Lake George besiegt.
Aufgrund der Anglo-Russischen Konvention von Sankt Petersburg vom 19. September 1755 sollte Russland gegen jährliche Subventionen Truppen zur Verteidigung des deutschen Kurfürstentums Braunschweig-Lüneburg, des Kurfürstentums Hannover, das von der französischen Invasion bedroht war, nach Großbritannien liefern. Am 20. November 1755 wurde William Pitt der Ältere als Generalzahlmeister der Streitkräfte entlassen. Auch Schatzkanzler Henry Bilson-Legge und George Grenville, Schatzmeister der Marine (Treasurer for the Navy), verließen die Regierung wegen der Zahlung von Subventionen an Russland zum Schutz des deutschen Kurfürstentums Hannover.
Am 16. Januar 1756 wurde der Vertrag von Westminster zwischen Großbritannien und dem Königreich Preußen unterzeichnet, um das anglo-preußische Bündnis zu bilden. König Friedrich II. von Preußen garantierte die Neutralität des Kurfürstentums Hannovers, um sich den Versuchen der Franzosen zu widersetzen, die deutschen ProvinzenGeorg II. von Großbritannien zu entreißen. Als Reaktion darauf näherten sich die Franzosen den Österreichern durch den Vertrag von Versailles vom 1. Mai 1756 diplomatisch an. Nach dem Vertrag von Versailles, der zwei Machtblöcke in Europa geschaffen hatte (Erzherzogtum Österreich, Frankreich, Russland, Schweden und Kurfürstentum Sachsen gegen Preußen, Großbritannien und Königreich Portugal), erklärte Großbritannien am 17. Mai 1756 Frankreich den Krieg, sodass am 9. Juni 1756 der Siebenjährige Krieg begann.
Von den 146 britischen Gefangenen, die vom Nawab von Bengalen gefangen genommen wurden, lebten nur 23 bei ihrer Freilassung aus dem kleinen Wachraum, bekannt als das Schwarze Loch von Kalkutta (Black Hole of Calcutta), in dem sie festgehalten wurden. Dies wurde zu einem ausschlaggebenden Grund in der britischen Anti-Indien-Propaganda.

## Mitglieder des Kabinetts
| Amt                                                                       | Amtsinhaber | Beginn der Amtszeit                               | Ende der Amtszeit                                     |
| ------------------------------------------------------------------------- | --- | ------------------------------------------------- | ----------------------------------------------------- |
| Prime Minister (Premierminister)                                          | Thomas Pelham-Holles, 1. Duke of Newcastle-upon-Tyne                                                             | 16. März 1754                                     | 16. November 1756                                     |
| First Lord of the Treasury (Erster Lord des Schatzamtes)                  | Thomas Pelham-Holles, 1. Duke of Newcastle-upon-Tyne                                                             | 16. März 1754                                     | 16. November 1756                                     |
| Lord Chancellor (Lordkanzler)                                             | Philip Yorke, 1. Earl of Hardwicke                                                                               | 16. März 1754                                     | 16. November 1756                                     |
| Lord President of the Council (Präsident des Geheimen Kronrates)          | John Carteret, 2. Earl Granville                                                                                 | 16. März 1754                                     | 16. November 1756                                     |
| Lord Privy Seal (Lordsiegelbewahrer)                                      | John Leveson-Gower, 1. Earl Gower Charles Spencer, 3. Duke of Marlborough Granville Leveson-Gower, 2. Earl Gower | 16. März 1754 9. Januar 1755 22. Dezember 1755    | 25. Dezember 1754 21. Dezember 1755 16. November 1756 |
| Secretary of State in Northern Department (Staatssekretär für den Norden) | Robert Darcy, 4. Earl of Holderness                                                                              | 23. März 1754                                     | 16. November 1756                                     |
| Secretary of State in Southern Department (Staatssekretär für den Süden)  | Thomas Robinson Henry Fox                                                                                        | 16. März 1754 14. November 1754                   | 30. Oktober 1754 13. November 1756                    |
| Chancellor of the Exchequer (Schatzkanzler)                               | Sir William Lee Henry Bilson-Legge Sir George Lyttelton                                                          | 16. März 1754 6. April 1754 25. November 1755     | 25. November 1755 6. April 1754 16. November 1756     |
| First Lord of the Admiralty (Erster Lord der Admiralität)                 | George Anson, 1. Baron Anson                                                                                     | 16. März 1754                                     | 16. November 1756                                     |
| Master General of the Ordnance (Generalfeldzeugmeister)                   | Charles Spencer, 3. Duke of Marlborough                                                                          | 27. Dezember 1755                                 | 16. November 1756                                     |
| Second Lord of the Treasury (Zweiter Lord des Schatzamtes)                | Henry Vane, 1. Earl of Darlington Sir George Lyttleton                                                           | 6. April 1754 20. Dezember 1755                   | 20. Dezember 1755 16. März 1756                       |
| Keeper of Great Seal of Scotland (Großsiegelbewahrer von Schottland)      | Archibald Campbell, 3. Duke of Argyll                                                                            | 16. März 1754                                     | 16. November 1756                                     |
| Lord Chamberlain of the Household (Oberkammerherr)                        | Charles FitzRoy, 2. Duke of Grafton                                                                              | 16. März 1754                                     | 16. November 1756                                     |
| Lord Steward of the Household (Oberhofmarschall)                          | Charles Spencer, 3. Duke of Marlborough John Manners, 3. Duke of Rutland                                         | 16. März 1754 27. Dezember 1755                   | 27. Dezember 1755 16. März 1756                       |
| Chancellor of the Duchy of Lancaster (Kanzler des Herzogtums Lancaster)   | Richard Edgcumbe, 1. Baron Edgcumbe                                                                              | 16. März 1754                                     | 16. November 1756                                     |
| Lord Lieutenant of Ireland (Vertreter der britischen Krone in Irland)     | Lionel Sackville, 1. Duke of Dorset William Cavendish, 4. Duke of Devonshire                                     | 16. März 1754 2. April 1755                       | 2. April 1755 16. März 1756                           |
| Master of the Horse (Oberstallmeister)                                    | William Cavendish, Marquess of Hartington Lionel Sackville, 1. Duke of Dorset                                    | 16. März 1754 2. April 1755                       | 2. April 1755 16. März 1756                           |
| Paymaster of the Forces (Zahlmeister der Streitkräfte)                    | William Pitt der Ältere Henry Vane, 1. Earl of Darlington Thomas Hay, Viscount Dupplin                           | 6. April 1754 20. November 1755 20. Dezember 1755 | 20. November 1755 20. Dezember 1755 16. März 1756     |

## Hintergrundliteratur
- England im 18. Jahrhundert, in: Weltgeschichte in Bildern. Die innere Entwicklung der europäischen Staaten im 18. Jahrhundert, Gondrom Verlag, Bayreuth 1981, ISBN 3-8112-0242-1
- Chris Cook, John Stevenson: British Historical Facts 1688–1760, Macmillan 1988, S. 39–40
- Linda Colley: In Defiance of Oligarchy: The Tory Party 1714–60, Cambridge University Press, 1985, ISBN 978-0-521-31311-7
- Paul Langford: A Polite and Commercial People: England 1727–1783, Clarendon Press, 1998, ISBN 978-0-19-820733-7 (Onlineversion)
- Heinrich Pleticha (Herausgeber): Weltgeschichte. Aufklärung und Revolution. Europa im 17. und 18. Jahrhundert, Bertelsmann Lexikon Verlag, Gütersloh 1996, ISBN 3-577-15008-4
- Ulrike Müller-Kaspar (Herausgeberin): Die Jahrtausendbibliothek. Das Achtzehnte Jahrhundert, Tosa Verlag, Wien 1999
- Chambers Dictionary of World History, Chambers Harrap 2002, ISBN 0-550-13000-4
- Timothy Venning: Compendium of British Office Holders, Palgrave Macmillan UK, 2005, ISBN 978-0-230-50587-2 (Onlineversion)
- Hywell Williams (Herausgeber): The Early Modern World 1450–1799, in: Cassell’s Chronology of World History. Dates, Events and Ideas that Made History, Weidenfeld & Nicolson, London 2005, ISBN 0-304-35730-8
- Der Große Ploetz. Die Enzyklopädie der Weltgeschichte, Verlag Vandenhoeck & Ruprecht, 35. Auflage, 2008, ISBN 978-3-525-32008-2